# Baillargues
Baillargues (en occitan : Balhargues) est une commune française située dans l'est du département de l'Hérault en région Occitanie, membre de Montpellier Méditerranée Métropole.
Exposée à un climat méditerranéen, elle est drainée par la Cadoule, le Bérange, et le ruisseau d'Aigues-Vives. La commune possède un patrimoine naturel remarquable composé d'une zone naturelle d'intérêt écologique, faunistique et floristique.
Baillargues est une commune urbaine qui compte 7 793 habitants en 2022, après avoir connu une forte hausse de la population depuis 1962. Elle est ville-centre de l'agglomération de Baillargues et fait partie de l'aire d'attraction de Montpellier. Ses habitants sont appelés les Baillarguois ou Baillarguoises.

## Géographie
Le territoire communal est limitrophe de Castries au nord, Saint-Brès à l'est, Mudaison au sud-est, Mauguio au sud, Saint-Aunès et Vendargues à l'ouest. Il fait partie de l'aire urbaine de Montpellier située à l'est de Montpellier, sur la route nationale 113 menant à Lunel.

### Communes limitrophes et proches
| Sussargues (5.85 / 8,78 km) Castries (2.84 / 3,75 km)                                         | Saint-Hilaire-de-Beauvoir (10.68 / 14,11 km) | Beaulieu (7.55 / 10,80 km) Saint-Geniès-des-Mourgues (4.38 / 8,06 km) Saint-Christol (9.05 / 20,05 km) Saint-Brès (1.04 / 1,77 km) |
| Vendargues (3.62 / 4,65 km)                                                                   | Baillargues                                  | Marsillargues (13.39 / 15,29 km)                                                                                                   |
| Saint-Aunès (4.66 / 6,24 km) Boirargues (Lattes) (11.21 / 14,39 km) Pérols (12.47 / 16,99 km) | Mauguio (5.07 / 5,86 km)                     | Saint-Just (8.24 / 10,41 km) Lansargues (4.91 / 6,28 km) Mudaison (2.58 / 3,23 km)                                                 |

### Voies de communication
Le territoire communal est divisé par les grands axes de circulation routière : l'autoroute A9 et la route nationale 113.
- au nord de l'autoroute, s'étendent des garrigues avec quelques parcelles de vignes ;
- la ville elle-même s'étend dans un triangle formé par l'autoroute au nord, la rivière Bérange à l'est, la nationale et la voie ferrée Montpellier-Nîmes au sud. Dans ce triangle se trouvent le vieux centre dense, les lotissements récents et une zone d'activités commerciales ;
- au sud de la voie ferrée, les vignes de la plaine de Mauguio ont été remplacées par le golf de Massane, qui voisine avec un lotissement isolé du reste de la commune par un passage à niveau.

Le GR 653 dit Le Chemin d'Arles traverse la commune.

### Hydrographie
Les principaux cours d'eau parcourant la commune sont : le Bérange et la Cadoule, respectivement à la limite est et ouest du territoire, et le canal d'irrigation du Bas-Rhône Languedoc,.

### Climat
Pour des articles plus généraux, voir Climat de l'Occitanie et Climat de l'Hérault.
En 2010, le climat de la commune est de type climat méditerranéen franc, selon une étude s'appuyant sur une série de données couvrant la période 1971-2000. En 2020, Météo-France publie une typologie des climats de la France métropolitaine dans laquelle la commune est exposée à un climat méditerranéen et est dans la région climatique  Provence, Languedoc-Roussillon, caractérisée par une pluviométrie faible en été, un très bon ensoleillement (2 600 h/an), un été chaud (21,5 °C), un air très sec en été, sec en toutes saisons, des vents forts (fréquence de 40 à 50 % de vents > 5 m/s) et peu de brouillards.
Pour la période 1971-2000, la température annuelle moyenne est de 14,3 °C, avec une amplitude thermique annuelle de 16,8 °C. Le cumul annuel moyen de précipitations est de 684 mm, avec 5,7 jours de précipitations en janvier et 2,6 jours en juillet. Pour la période 1991-2020, la température moyenne annuelle observée sur la station météorologique la plus proche, située sur la commune de Mauguio à 5 km à vol d'oiseau, est de 15,5 °C et le cumul annuel moyen de précipitations est de 639,2 mm,. Pour l'avenir, les paramètres climatiques de la commune estimés pour 2050 selon différents scénarios d’émission de gaz à effet de serre sont consultables sur un site dédié publié par Météo-France en novembre 2022.

### Milieux naturels et biodiversité

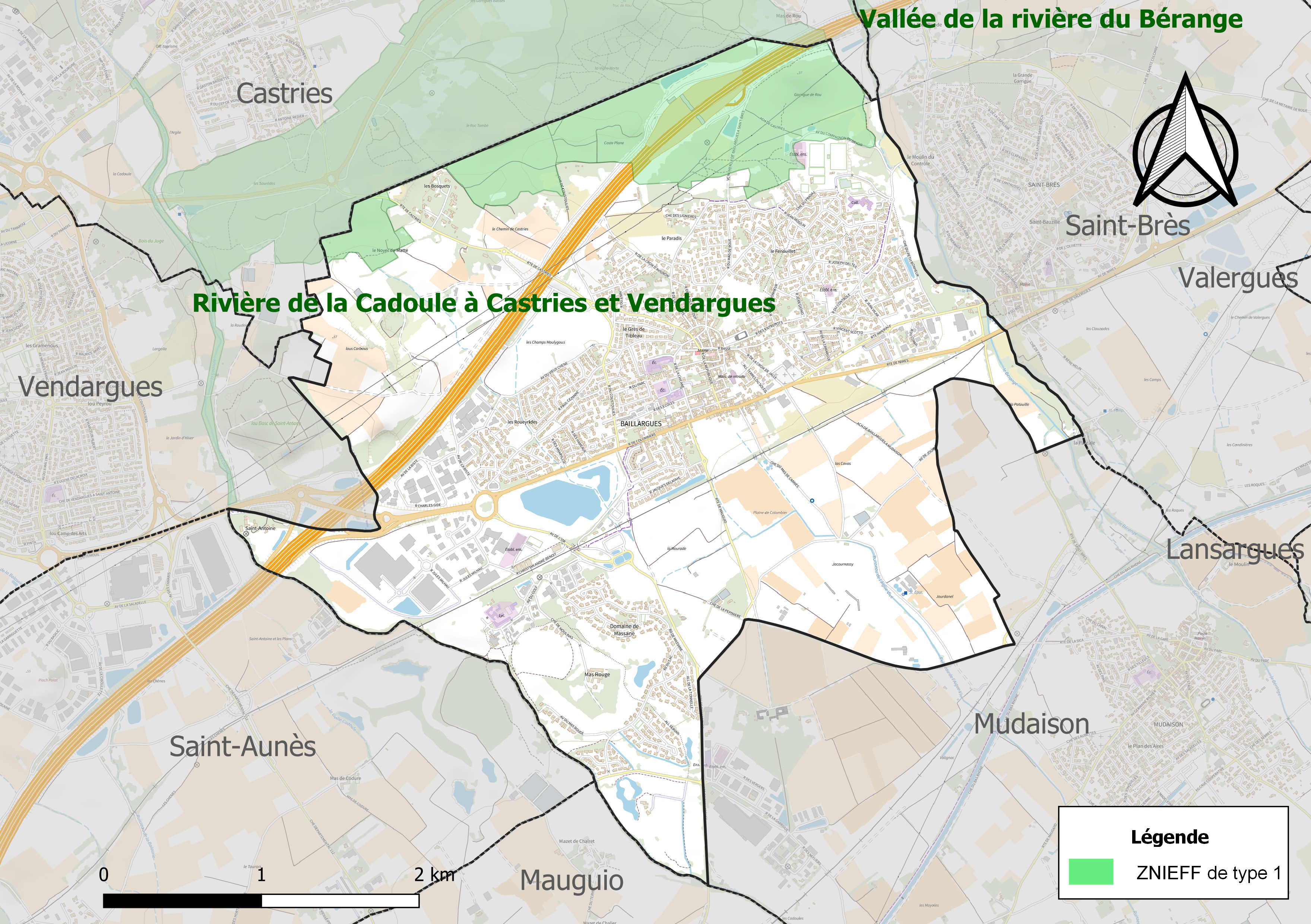
Carte de la ZNIEFF de type 1 localisée sur la commune.

L’inventaire des zones naturelles d'intérêt écologique, faunistique et floristique (ZNIEFF) a pour objectif de réaliser une couverture des zones les plus intéressantes sur le plan écologique, essentiellement dans la perspective d’améliorer la connaissance du patrimoine naturel national et de fournir aux différents décideurs un outil d’aide à la prise en compte de l’environnement dans l’aménagement du territoire.
Une ZNIEFF de type 1 est recensée sur la commune :
les « garrigues de castries » (303 ha), couvrant 2 communes du département.

## Urbanisme

### Typologie
Au 1er janvier 2024, Baillargues est catégorisée ceinture urbaine, selon la nouvelle grille communale de densité à sept niveaux définie par l'Insee en 2022.
Elle appartient à l'unité urbaine de Baillargues, une agglomération intra-départementale regroupant deux  communes, dont elle est ville-centre,,. Par ailleurs la commune fait partie de l'aire d'attraction de Montpellier, dont elle est une commune de la couronne,. Cette aire, qui regroupe 161 communes, est catégorisée dans les aires de 700 000 habitants ou plus (hors Paris),.

### Occupation des sols
L'occupation des sols de la commune, telle qu'elle ressort de la base de données européenne d’occupation biophysique des sols Corine Land Cover (CLC), est marquée par l'importance des territoires artificialisés (49,3 % en 2018), en augmentation par rapport à 1990 (34,5 %). La répartition détaillée en 2018 est la suivante : 
zones agricoles hétérogènes (37,9 %), zones urbanisées (28,3 %), zones industrielles ou commerciales et réseaux de communication (14,3 %), milieux à végétation arbustive et/ou herbacée (10,5 %), espaces verts artificialisés, non agricoles (6,7 %), cultures permanentes (2,1 %), forêts (0,2 %). L'évolution de l’occupation des sols de la commune et de ses infrastructures peut être observée sur les différentes représentations cartographiques du territoire : la carte de Cassini (XVIIIe siècle), la carte d'état-major (1820-1866) et les cartes ou photos aériennes de l'IGN pour la période actuelle (1950 à aujourd'hui).

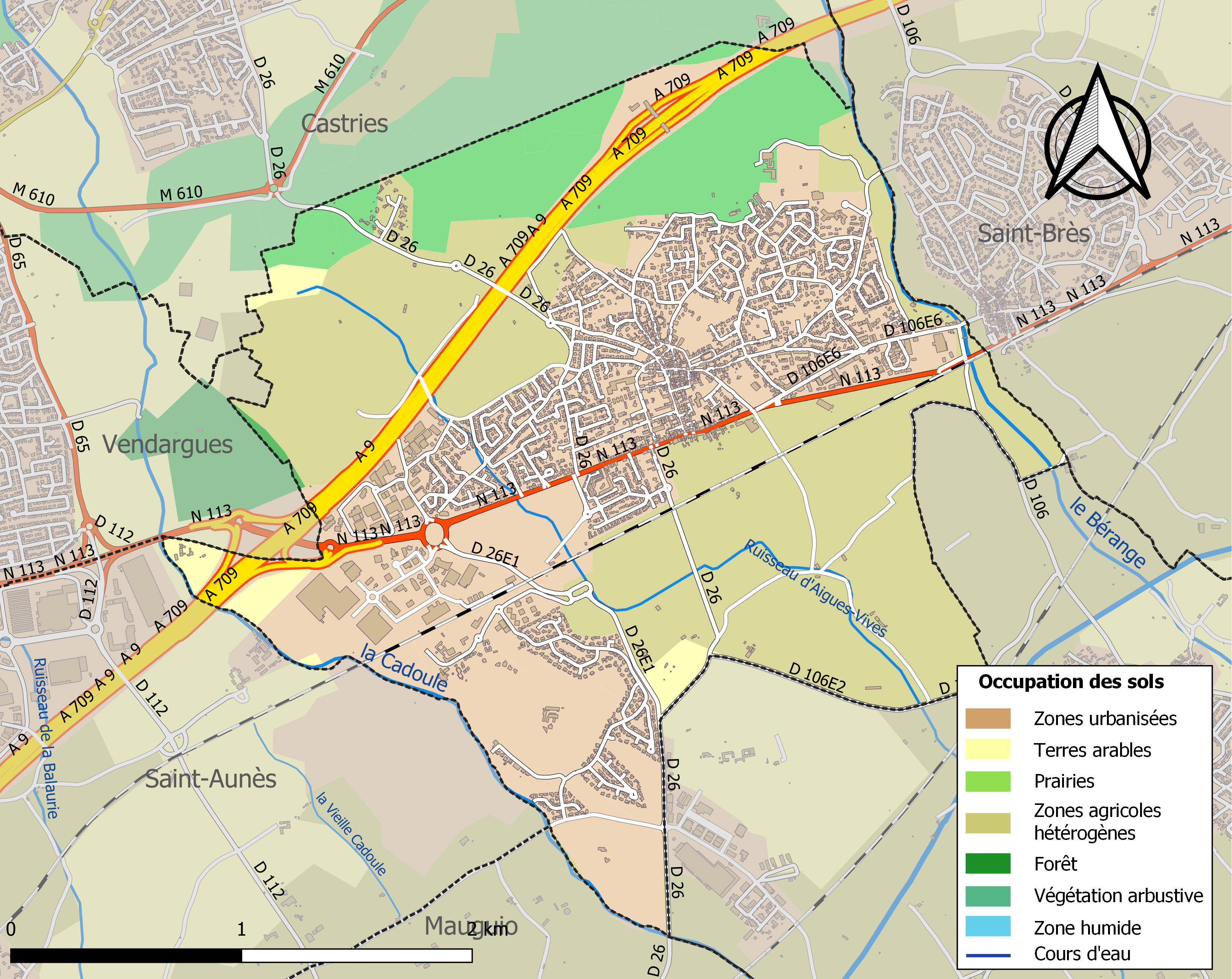
Carte des infrastructures et de l'occupation des sols de la commune en 2018 (CLC).

### Risques majeurs
Le territoire de la commune de Baillargues est vulnérable à différents aléas naturels : météorologiques (tempête, orage, neige, grand froid, canicule ou sécheresse), inondations, feux de forêts et séisme (sismicité faible). Il est également exposé à un risque technologique,  le transport de matières dangereuses. Un site publié par le BRGM permet d'évaluer simplement et rapidement les risques d'un bien localisé soit par son adresse soit par le numéro de sa parcelle.

#### Risques naturels
Certaines parties du territoire communal sont susceptibles d’être affectées par le risque d’inondation par débordement de cours d'eau, notamment la Cadoule et le Bérange. La commune a été reconnue en état de catastrophe naturelle au titre des dommages causés par les inondations et coulées de boue survenues en 1982, 1994, 2003, 2008, 2011, 2014 et 2015,.
Baillargues est exposée au risque de feu de forêt. Un plan départemental de protection des forêts contre les incendies (PDPFCI) a été approuvé en juin 2013 et court jusqu'en 2022, où il doit être renouvelé. Les mesures individuelles de prévention contre les incendies sont précisées par deux arrêtés préfectoraux et s’appliquent dans les zones exposées aux incendies de forêt et à moins de 200 mètres de celles-ci. L’arrêté du 25 avril 2002 réglemente l'emploi du feu en interdisant notamment d’apporter du feu, de fumer et de jeter des mégots de cigarette dans les espaces sensibles et sur les voies qui les traversent sous peine de sanctions. L'arrêté du 11 mars 2013 rend le débroussaillement obligatoire, incombant au propriétaire ou ayant droit,.

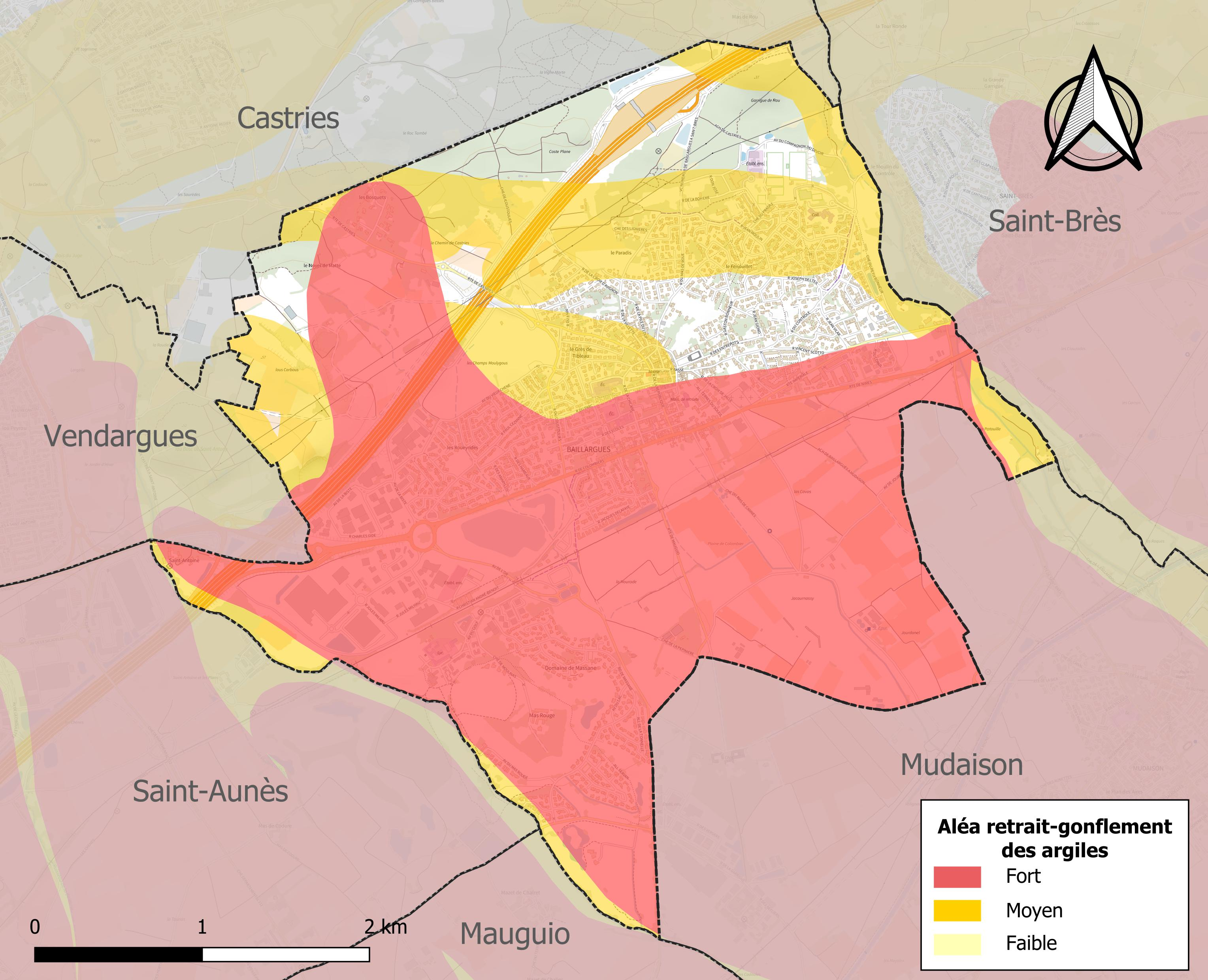
Carte des zones d'aléa retrait-gonflement des sols argileux de Baillargues.

Le retrait-gonflement des sols argileux est susceptible d'engendrer des dommages importants aux bâtiments en cas d’alternance de périodes de sécheresse et de pluie. 85 % de la superficie communale est en aléa moyen ou fort (59,3 % au niveau départemental et 48,5 % au niveau national). Sur les 2 284 bâtiments dénombrés sur la commune en 2019, 1 751 sont en aléa moyen ou fort, soit 77 %, à comparer aux 85 % au niveau départemental et 54 % au niveau national. Une cartographie de l'exposition du territoire national au retrait gonflement des sols argileux est disponible sur le site du BRGM,.
Par ailleurs, afin de mieux appréhender le risque d’affaissement de terrain, l'inventaire national des cavités souterraines permet de localiser celles situées sur la commune.

#### Risques technologiques
Le risque de transport de matières dangereuses sur la commune est lié à sa traversée par des infrastructures routières ou ferroviaires importantes ou la présence d'une canalisation de transport d'hydrocarbures. Un accident se produisant sur de telles infrastructures est susceptible d’avoir des effets graves sur les biens, les personnes ou l'environnement, selon la nature du matériau transporté. Des dispositions d’urbanisme peuvent être préconisées en conséquence.

## Toponymie
Le nom de la localité est attesté sous les formes Villa de Bajanicis en 825 ; Villa de Baglanicus en 909, rappelant l'existence en ces lieux d'un domaine gallo-romain originel ; de Balanicis en 1096 ; de Balaneges avant 1129 ; de Balanegues en 1146 ; de Balaneges en 1154 ; de Vallanicis en 1155 ; de Balhanicis en 1292 ; Baillargues en 1526.
Le nom dérive d'un  domaine gallo-romain : gentilice latin Ballius + suffixe -anicis.
Balhargues en occitan.

## Histoire

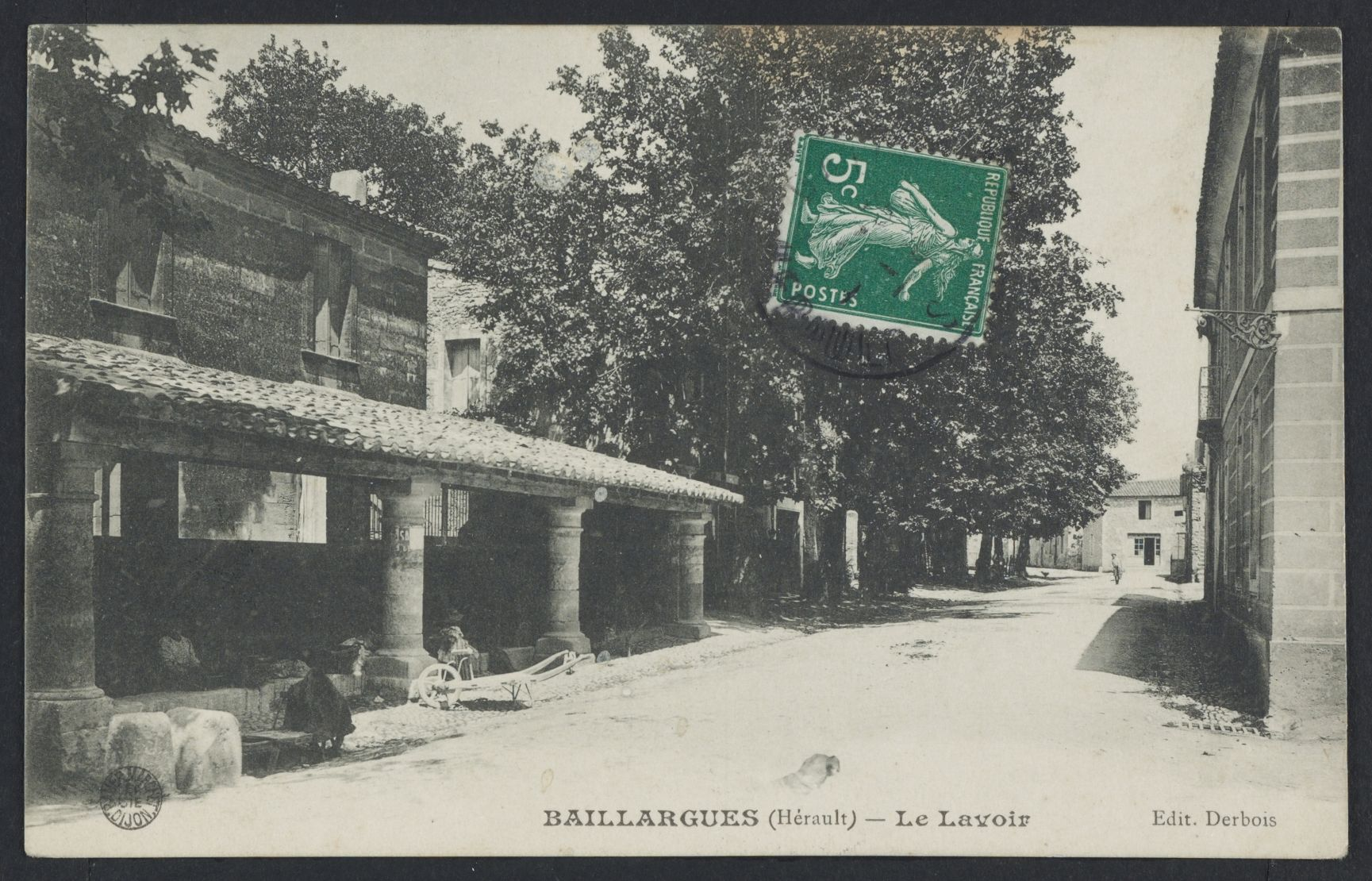
Le lavoir : carte postale.

Dès qu'ils eurent conquis la partie méditerranéenne de la Gaule (120-118 av. J.-C.), les Romains organisèrent la province dite « Narbonnaise » (des Alpes aux Pyrénées). Durant cette période romaine, ils créèrent en particulier la célèbre voie Domitienne. C'est à moins de 2 km de cette route – elle passait à l'emplacement de Déméter – qu'un Romain nommé Ballius fit construire une « villa », vaste maison avec dépendances, dans un grand domaine agricole. Au fil des ans, la villa devint un village et son nom évolua jusqu'à devenir Baillargues voici quelques siècles. La première mention de notre village figure sur un document daté de 819 par lequel l'empereur Louis dit « le Débonnaire » cédait à l’évêque de Maguelone la suzeraineté des terres de Baillargues.
Le village fortifié (aux XIIe et XIIIe siècles) occupe un ancien castrum. En 1146, l'église Saint-Julien de Balanegues (Baillargues) est mentionné dans le cartulaire d'Aniane. La mise en défense de l'église, sans doute jugée rapidement insuffisante, fut complétée par une enceinte à peu près rectangulaire, susceptible de décourager une troupe d'assaillants sommairement armés. Cette enceinte entourant le groupe des maisons les plus proches de l'église forme le cœur historique du village. Il en reste d'épaisses murailles, une tour d'angle et une porte monumentale, formée de deux arcs en plein cintre séparés par un mâchicoulis, qui constituait l'entrée principale de la « ville ». Outre cette porte, il existait initialement deux autres portes qui ont été détruites.
La guerre de Cent Ans ayant pris fin, la population augmenta et de nouvelles maisons furent bâties hors des remparts, constituant des faubourgs qui n'ont pas cessé de s'étendre. En 1377, 11 feux composent Baillargues.
Au XVIIe siècle, Castries est érigé en Marquisat par Louis XIV. Celui-ci englobe la commune de Baillargues en 1645.
Au XVIIIe siècle, Baillargues compte 426 habitants en 1709. À la suite de l'épidémie de peste dans la région, elle est composée de 310 habitants en 1743. En 1789, le marquis de Castries dépose ses titres et privilèges. Baillargues n'a plus de seigneur. À la Révolution, Baillargues absorbe Colombiers et prend le nom de Baillargues-et-Colombiers. Les citoyens de la commune se réunissent au sein de la société révolutionnaire, baptisée « société populaire ».
En 1908, la commune est rebaptisée simplement Baillargues.

### Héraldique
|  | Les armoiries de Baillargues se blasonnent : « De gueules à saint Julien, revêtu d'une chasuble, le chef nimbé d'or et coiffé d'une tiare, la dextre tenant la palme du martyre, la senestre posée sur son cœur, le tout d'or ». |

## Politique et administration

### Liste des maires
| Période | Période                   | Identité                                 | Étiquette    | Qualité |
| ------- | ------------------------- | ---------------------------------------- | ------------ | --- |
| 1947    | 1954                      | Joseph Suay                              | SFIO         | |
| 1954    | 1971                      | Louis Laget                              |              | |
| 1971    | 1977                      | Louis Sigala                             | SE           | Ancien Inspecteur Général de la Jeunesse et des Sports en Algérie                                            |
| 1977    | 2001                      | Simon Leccia                             | PS           | |
| 2001    | En cours (au 28 mai 2020) | Jean-Luc Meissonnier, (quatrième mandat) | UMP puis DVD | Gérant de sociétés civiles immobilières, Conseiller et vice-président de Montpellier Méditerranée Métropole, |

### Jumelages
Rocafort (Espagne)

## Démographie
Au dernier recensement, la commune comptait 7793 habitants.
| 1793 | 1800 | 1806 | 1821 | 1831 | 1836 | 1841 | 1846 | 1851 |
| ---- | ---- | ---- | ---- | ---- | ---- | ---- | ---- | ---- |
| 455  | 462  | 501  | 485  | 520  | 566  | 560  | 613  | 672  |

| 1856 | 1861 | 1866 | 1872 | 1876 | 1881 | 1886 | 1891 | 1896 |
| ---- | ---- | ---- | ---- | ---- | ---- | ---- | ---- | ---- |
| 720  | 728  | 854  | 916  | 798  | 683  | 712  | 883  | 949  |

| 1901  | 1906  | 1911  | 1921 | 1926  | 1931  | 1936 | 1946 | 1954 |
| ----- | ----- | ----- | ---- | ----- | ----- | ---- | ---- | ---- |
| 1 003 | 1 038 | 1 003 | 990  | 1 020 | 1 064 | 962  | 934  | 972  |

| 1962  | 1968  | 1975  | 1982  | 1990  | 1999  | 2005  | 2006  | 2010  |
| ----- | ----- | ----- | ----- | ----- | ----- | ----- | ----- | ----- |
| 1 030 | 1 243 | 1 504 | 2 632 | 4 375 | 5 842 | 6 026 | 5 968 | 6 206 |

| 2015  | 2020  | 2022  | - | - | - | - | - | - |
| ----- | ----- | ----- | - | - | - | - | - | - |
| 7 105 | 7 600 | 7 793 | - | - | - | - | - | - |

## Économie

### Revenus
En 2018  (données Insee publiées en septembre 2021), la commune compte 3 046 ménages fiscaux, regroupant 7 370 personnes. La médiane du revenu disponible par unité de consommation est de 23 720 € (20 330 € dans le département). 59 % des ménages fiscaux sont imposés (45,8 % dans le département).

### Emploi
|                | 2008   | 2013   | 2018  |
| -------------- | ------ | ------ | ----- |
| Commune        | 8,2 %  | 10,2 % | 8,3 % |
| Département    | 10,1 % | 11,9 % | 12 %  |
| France entière | 8,3 %  | 10 %   | 10 %  |

En 2018, la population âgée de 15 à 64 ans s'élève à 4 844 personnes, parmi lesquelles on compte 80,1 % d'actifs (71,8 % ayant un emploi et 8,3 % de chômeurs) et 19,9 % d'inactifs,. Depuis 2008, le taux de chômage communal (au sens du recensement) des 15-64 ans est inférieur à celui de la France et du département.
La commune fait partie de la couronne de l'aire d'attraction de Montpellier, du fait qu'au moins 15 % des actifs travaillent dans le pôle,. Elle compte 3 317 emplois en 2018, contre 3 156 en 2013 et 2 648 en 2008. Le nombre d'actifs ayant un emploi résidant dans la commune est de 3 527, soit un indicateur de concentration d'emploi de 94,1 % et un taux d'activité parmi les 15 ans ou plus de 62,8 %.
Sur ces 3 527 actifs de 15 ans ou plus ayant un emploi, 683 travaillent dans la commune, soit 19 % des habitants. Pour se rendre au travail, 83,7 % des habitants utilisent un véhicule personnel ou de fonction à quatre roues, 5,4 % les transports en commun, 7,4 % s'y rendent en deux-roues, à vélo ou à pied et 3,5 % n'ont pas besoin de transport (travail au domicile).

### Activités hors agriculture

#### Secteurs d'activités
947 établissements sont implantés  à Baillargues au 31 décembre 2019. Le tableau ci-dessous en détaille le nombre par secteur d'activité et compare les ratios avec ceux du département,.
| Secteur d'activité                                                                                        | Commune | Commune | Département |
| Secteur d'activité                                                                                        | Nombre  | %       | %           |
| --- | ------- | ------- | ----------- |
| Ensemble                                                                                                  | 947     | 100 %   | (100 %)     |
| Industrie manufacturière, industries extractives et autres                                                | 51      | 5,4 %   | (6,7 %)     |
| Construction                                                                                              | 157     | 16,6 %  | (14,1 %)    |
| Commerce de gros et de détail, transports, hébergement et restauration                                    | 196     | 20,7 %  | (28 %)      |
| Information et communication                                                                              | 49      | 5,2 %   | (3,3 %)     |
| Activités financières et d'assurance                                                                      | 40      | 4,2 %   | (3,2 %)     |
| Activités immobilières                                                                                    | 52      | 5,5 %   | (5,3 %)     |
| Activités spécialisées, scientifiques et techniques et activités de services administratifs et de soutien | 189     | 20 %    | (17,1 %)    |
| Administration publique, enseignement, santé humaine et action sociale                                    | 131     | 13,8 %  | (14,2 %)    |
| Autres activités de services                                                                              | 82      | 8,7 %   | (8,1 %)     |

Le secteur du commerce de gros et de détail, des transports, de l'hébergement et de la restauration est prépondérant sur la commune puisqu'il représente 20,7 % du nombre total d'établissements de la commune (196 sur les 947 entreprises implantées  à Baillargues), contre 28 % au niveau départemental.

#### Entreprises et commerces
Les cinq entreprises ayant leur siège social sur le territoire communal qui génèrent le plus de chiffre d'affaires en 2020 sont : 
- Eurovia Languedoc Roussillon, construction de routes et autoroutes (109 385 k€) ;
- Vitaclim, travaux d'installation d'équipements thermiques et de climatisation (24 421 k€) ;
- Montpellier Utilitaires, commerce de voitures et de véhicules automobiles légers (19 896 k€) ;
- Cinp Centre D Impression Du Nord De Paris, imprimerie de journaux (14 481 k€) ;
- Signaux Girod Sud, construction de routes et autoroutes (13 690 k€).

La zone d'activités « La Biste » comprend un supermarché et des commerces spécialisés. Ils profitent de la proximité de l'échangeur autoroutier de Baillargues-Vendargues ; cet axe est gratuit vers la destination de Montpellier. Néanmoins, la zone de Baillargues est en concurrence avec la zone d'activités voisine de Saint-Aunès.
Microphyt est une entreprise de biotechnologies en développement qui met en œuvre des microalgues.

### Agriculture
La commune est dans le « Soubergues », une petite région agricole occupant le nord-est du département de l'Hérault. En 2020, l'orientation technico-économique de l'agriculture  sur la commune est la polyculture et/ou le polyélevage.
|               | 1988 | 2000 | 2010 | 2020 |
| ------------- | ---- | ---- | ---- | ---- |
| Exploitations | 88   | 38   | 16   | 19   |
| SAU (ha)      | 361  | 315  | 234  | 294  |

Le nombre d'exploitations agricoles en activité et ayant leur siège dans la commune est passé de 88 lors du recensement agricole de 1988  à 38 en 2000 puis à 16 en 2010 et enfin à 19 en 2020, soit une baisse de 78 % en 32 ans. Le même mouvement est observé à l'échelle du département qui a perdu pendant cette période 67 % de ses exploitations,. La surface agricole utilisée sur la commune a également diminué, passant de 361 ha en 1988 à 294 ha en 2020. Parallèlement la surface agricole utilisée moyenne par exploitation a augmenté, passant de 4 à 15 ha.

## Culture locale et patrimoine

### Manifestations
- Baillargues avait son festival du film d'animation de Baillargues.

### Lieux et monuments
- Église Saint-Julien-et-Sainte-Basilisse de Baillargues dédiée aux saints Julien et Basilisse, de style roman, inscrite à l'inventaire supplémentaires des monuments historiques (sauf les chapelles latérales) - arrêté du 28 juin 1963[38]. Elle a été édifiée au centre de la partie la plus ancienne du village, sans doute au XIIe siècle. Elle a été fortifiée au XVe siècle pour protéger les habitants des petites troupes de soldats qui, sans emploi, pendant les interruptions de la guerre de Cent Ans pillaient le pays. Ces travaux de mise en défense ont laissé des traces bien visibles : façade flanquée de deux tours, restes de mâchicoulis au sommet de la façade et du clocher, meurtrières sur le chevet, etc.

L'entretien de l'église causa quelques soucis aux habitants. La lourde voûte en plein cintre, bâtie en pierre, fut affaiblie par l'écartement des murs latéraux dû à sa poussée, les infiltrations en provenance du toit la dégradèrent à tel point qu'en 1760 il fallut la remplacer par la voûte d'arêtes actuelle. Moins esthétique mais plus légère (on l'a construite en brique), elle ménage l'ensemble du bâtiment.
Au XIXe siècle, la croissance de la population nécessita un agrandissement de l'église. On l'obtint en édifiant, par étapes, quatre chapelles latérales. La présence d'arcs de décharge dans les murs permit de les construire sans attenter à la solidité de l'ensemble. Des travaux importants ont consolidé les parties hautes de l'édifice. L'intérieur a été réhabilité en 2014.
L'église abrite un tableau Apparition de la Vierge à saint François, par Coustou datant du 3e quart du XVIIIe siècle ;
- Ancienne église romane Saint-Antoine-de-la-Cadoule (XIIe siècle), située en bordure de l'échangeur autoroutier, est inscrite à l'inventaire supplémentaire des monuments historiques par arrêté du 13 février 1926[40] ;
- Château de Layrargues : cour d'honneur avec portail de fer forgé, façade à fronton triangulaire, perron en hémicycle et parc planté de pins d'Alep ;
- Monument aux morts, dont la figure de femme en marbre est sculptée dans les ateliers de Jean Mérignargues. En 1922, le monument est inauguré sur le parvis de l'église, il sera déplacé à la place du 14 juillet[41] ;
- Le golf de Massane, dessiné par l'architecte californien Ronald Fream, possède un parcours 18 trous et un autre de 9 trous compact ainsi qu'un centre d'entraînement.

## Galerie

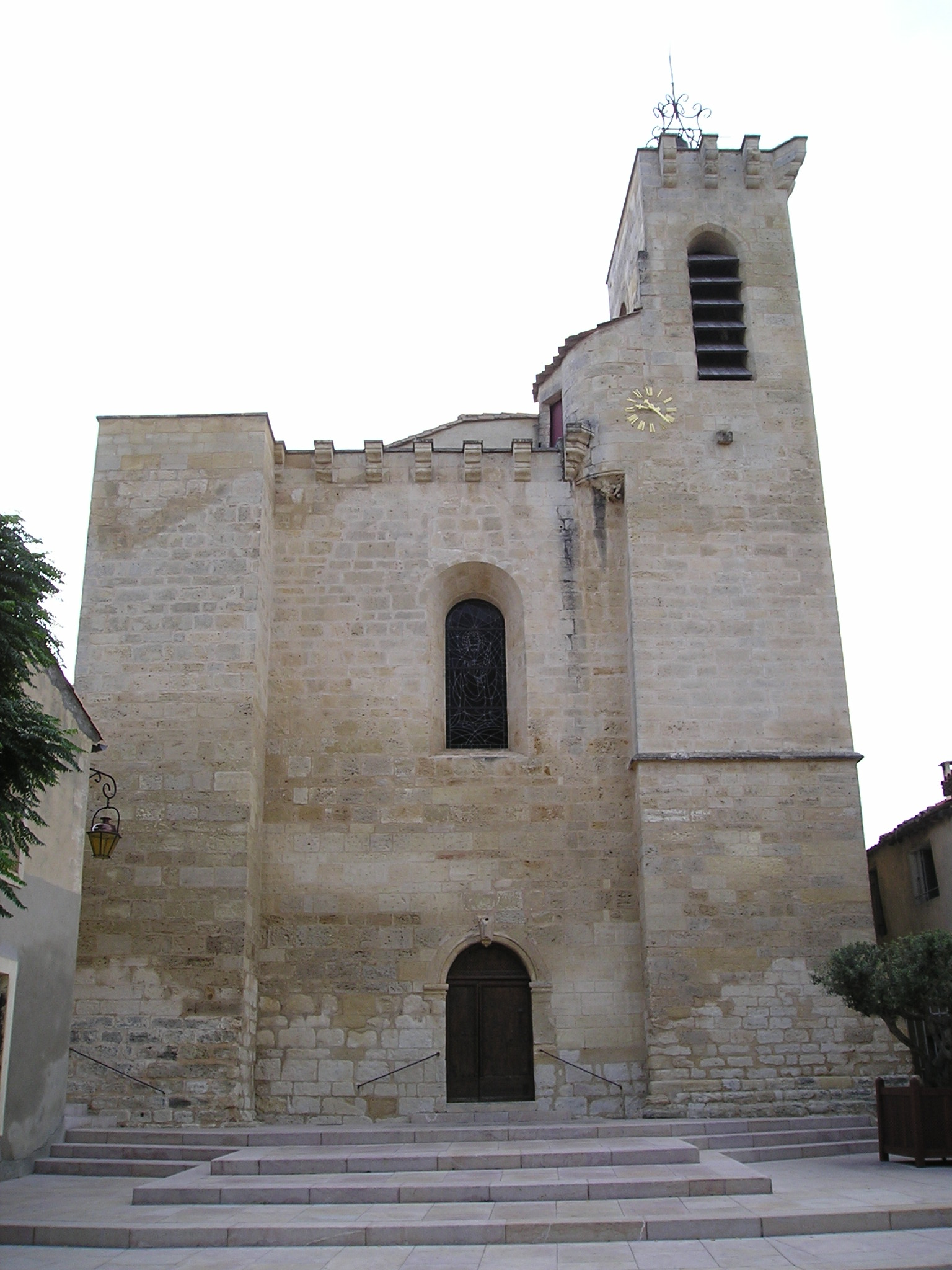
La façade de l'église de Baillargues en 2009.
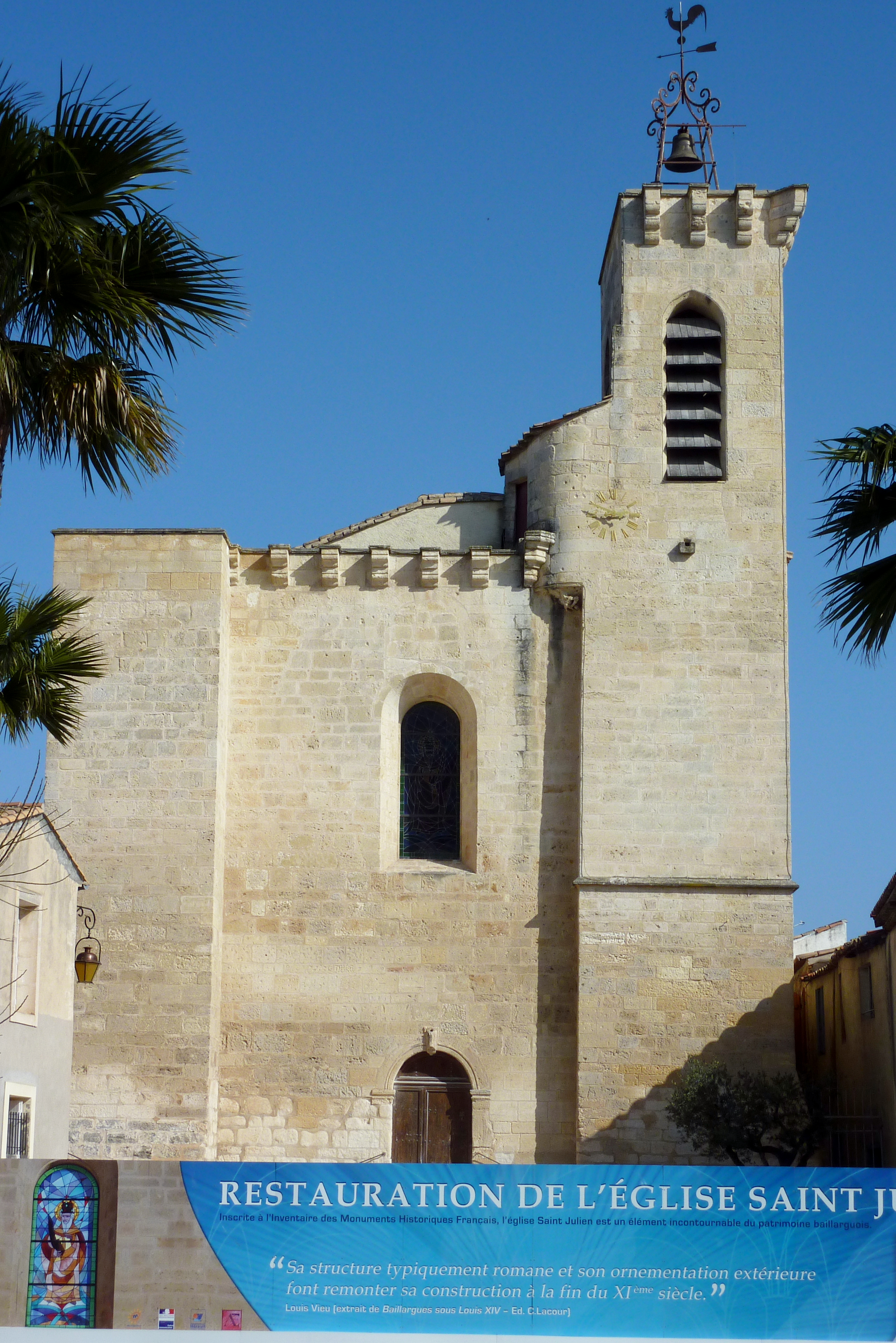
Restauration de l'église en 2013.
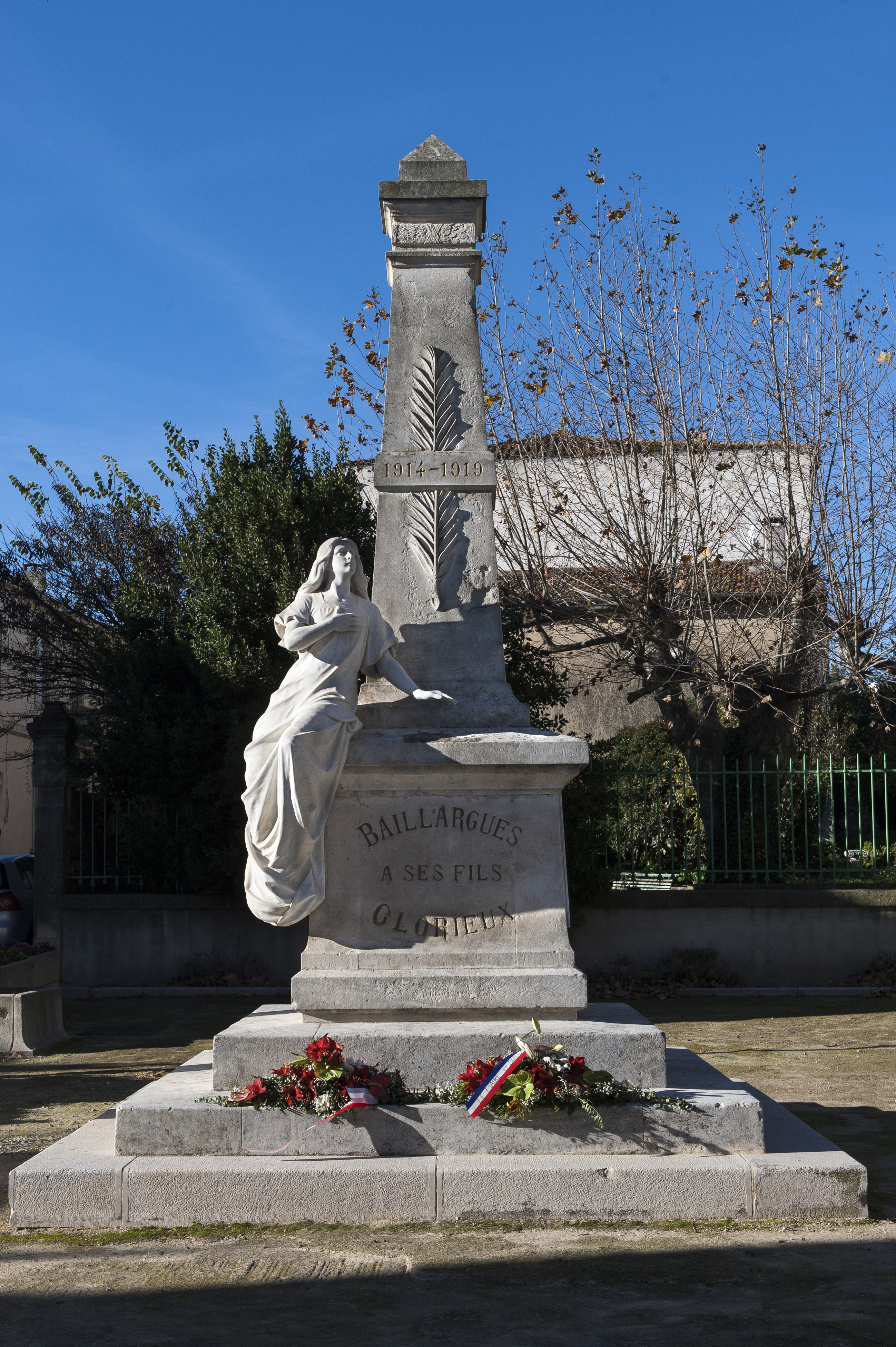
Monument aux morts de Baillargues.
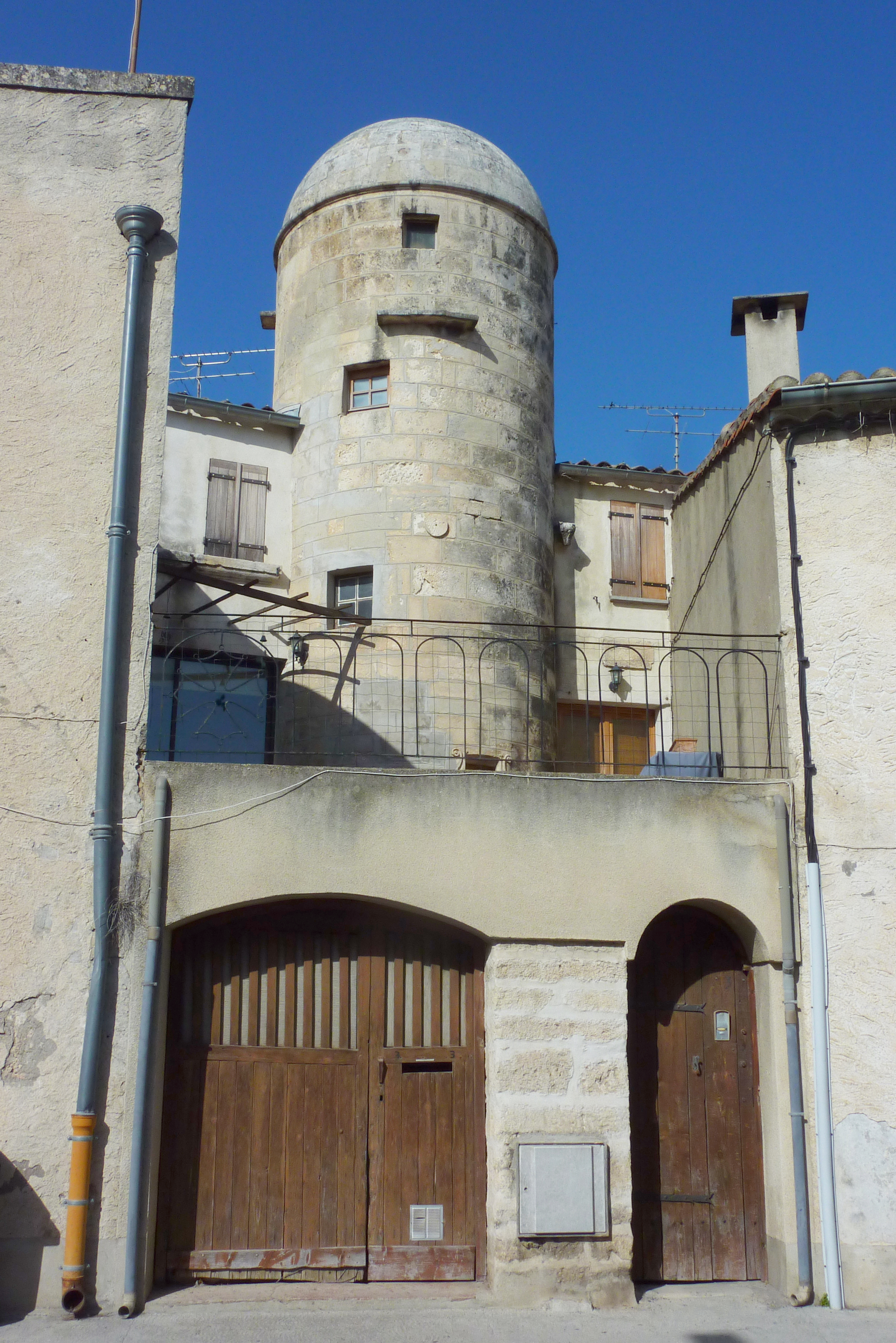
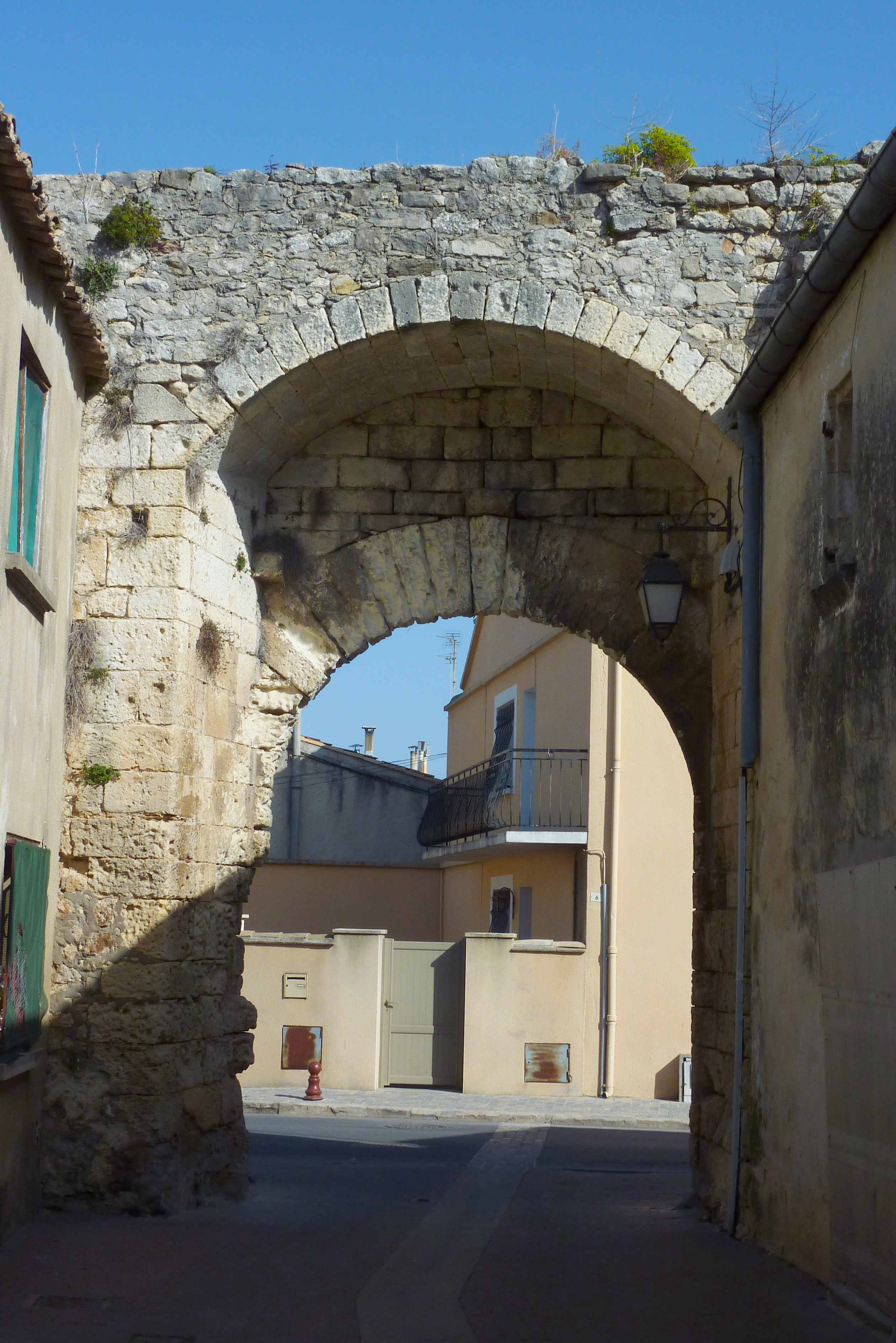
Ancienne fortification de Baillargues.
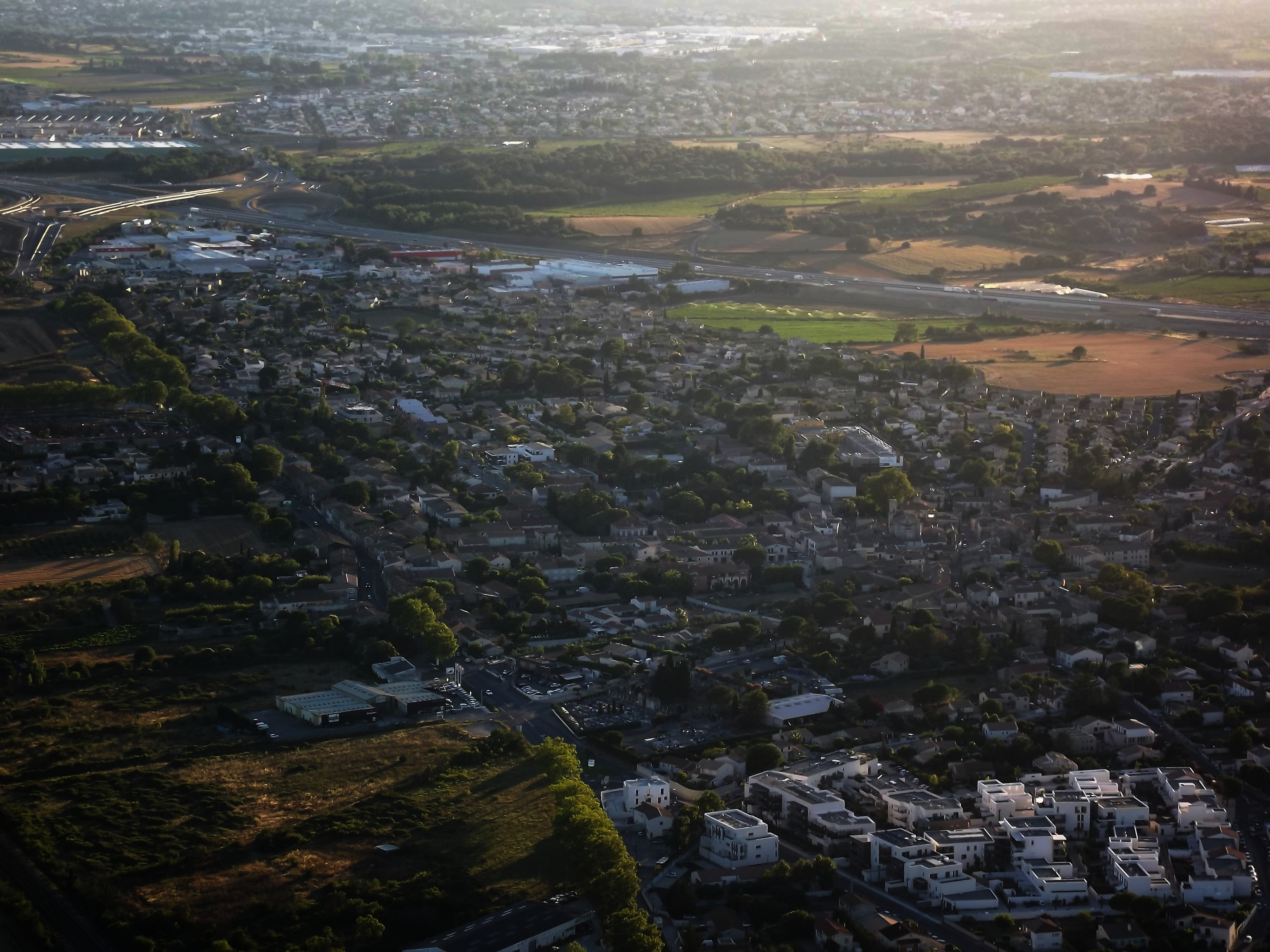
Vue aérienne de Baillargues.

### Personnalités liées à la commune
- Alphonse Capion, Abbé, né à Argelliers le 16 août 1866, il fut ordonné prêtre en 1889 et devint successivement vicaire à Olonzac, Sainte-Ursule de Pézenas, Saint-Nazaire de Béziers, puis curé à Vendémian et à Baillargues. Il s’établit à Montpellier comme aumônier de la clinique du Carré du Roi où il décède le 28 janvier 1949. Il est notamment l'auteur de l'ouvrage Baillargues 819-1930[réf. nécessaire] ;
- Louis Vieu (1922-2008), ancien instituteur et directeur de l'école communale. Cet homme d'une profonde érudition a consacré sa vie, en compagnie de son épouse également institutrice, à l'éducation de plusieurs générations de Baillarguois. Il est le père de Pierre Vieu, ancien PDG de la SNCM et actuel PDG de la CGMF. Il est notamment l'auteur de l'ouvrage Baillargues sous Louis XIV. Le centre social communal porte son nom[réf. nécessaire] ;
- Christian Poucet ;
- Cyprien Rome ;
- Laurent Pouchet[42].